# 라사나 쿨리발리
라사나 쿨리발리(프랑스어: Lassana Coulibaly, 1996년 4월 10일 ~ )는 말리의 축구 선수로, 현재 세리에 A의 살레르니타나에서 중앙 미드필더로 활약하고 있으며 2016년부터 말리 축구 국가대표팀에서 활약하고 있다.

## 구단 경력
쿨리발리는 바스티아의 유소년팀 선수이다. 그는 2015년 8월 8일, 렌을 상대로 리그 1 데뷔 전을 치렀다. 그는 2-1로 이긴 홈경기에서 프랑수아 카마노와 교체되어 들어갔다. 2주 후, 그는 갱강 전에서 첫 리그 골을 넣었다.
2018년 7월 10일, 쿨리발리는 앙제에서 스코티시 프리미어십의 레인저스로 한 시즌 동안 임대되었다.

## 국가대표팀 경력
쿨리발리는 2016년 툴롱 대회를 앞두고 말리 U-20 국가대표팀에 차출되었고, 체코 U-20 국가대표팀과의 경기에서 데뷔 전을 치뤘다. 그는 2016년 9월 4일 베냉과의 2017년 아프리카 네이션스컵 예선 전에서 말리 축구 국가대표팀 데뷔 전을 치렀다.